# Öppet vatten-simning vid världsmästerskapen i simsport 2022 – Lagtävling
Lagtävlingen vid världsmästerskapen i simsport 2022 avgjordes den 26 juni 2022 i Lupa-tó i Budapest i Ungern. Loppet var 6 km långt (4 × 1,5 km) och det var mixade lag (två damer och två herrar).
Tysklands lag bestående av Lea Boy, Oliver Klemet, Leonie Beck och Florian Wellbrock tog guld efter ett lopp på 1 timme, 4 minuter och 40,5 sekunder. Silvret togs av Ungerns lag bestående av Réka Rohács, Anna Olasz, Dávid Betlehem och Kristóf Rasovszky samt bronset togs av Italiens lag bestående av Ginevra Taddeucci, Giulia Gabbrielleschi, Domenico Acerenza och Gregorio Paltrinieri.

## Resultat
Loppet startade klockan 13:00.
| Placering | Nation           | Namn                                                                            | Tid              |
| --------- | ---------------- | ------------------------------------------------------------------------------- | ---------------- |
| 1         | Tyskland         | Lea Boy Oliver Klemet Leonie Beck Florian Wellbrock                             | 1:04.40,5        |
| 2         | Ungern           | Réka Rohács Anna Olasz Dávid Betlehem Kristóf Rasovszky                         | 1:04.43,0        |
| 3         | Italien          | Ginevra Taddeucci Giulia Gabbrielleschi Domenico Acerenza Gregorio Paltrinieri  | 1:04.43,0        |
| 4         | Frankrike        | Caroline Jouisse Aurélie Muller Sacha Velly Marc-Antoine Olivier                | 1:04.56,4        |
| 5         | Brasilien        | Cibelle Jungblut Viviane Jungblut Bruce Almeida Guilherme Costa                 | 1:05.29,1        |
| 6         | Australien       | Chelsea Gubecka Moesha Johnson Bailey Armstrong Nicholas Sloman                 | 1:05.30,8        |
| 7         | USA              | Mariah Denigan Bella Sims Brennan Gravley Charlie Clark                         | 1:05.50,5        |
| 8         | Kina             | Sun Jiake Xin Xin Tang Haoyang Zhang Ziyang                                     | 1:06.21,8        |
| 9         | Japan            | Airi Ebina Kaiki Furuhata Yukimi Moriyama Taishin Minamide                      | 1:06.32,9        |
| 10        | Portugal         | Angélica André Mafalda Rosa Tiago Campos Diogo Cardoso                          | 1:07.08,0        |
| 11        | Kanada           | Katrina Bellio Alexander Axon Emma Finlin Eric Brown                            | 1:07.34,7        |
| 12        | Turkiet          | Burcu Naz Narin Sevim Eylül Süpürgeci Burhanettin Hacısağır Emir Batur Albayrak | 1:07.36,2        |
| 13        | Mexiko           | Martha Sandoval Paulo Strehlke Paulina Alanís Arturo Pérez                      | 1:09.02,4        |
| 14        | Kinesiska Taipei | Cho Cheng-chi Cho Pei-chi Teng Yu-wen Wang Yi-chen                              | 1:10.53,2        |
| 15        | Hongkong         | William Yan Thorley Tsz Yin Nip Nikita Lam Keith Sin                            | 1:11.08,4        |
| 16        | Kazakstan        | Lev Cherepanov Xeniya Romanchuk Diana Taszhanova Vitaliy Khudyakov              | 1:11.09,9        |
| 17        | Ecuador          | Juan Alcívar Isabella Babbitt Jocelyn Bermeo Jahir López                        | 1:11.32,2        |
| 18        | Singapore        | Ritchie Oh Chantal Liew Samantha Yeo Artyom Lukasevits                          | 1:12.16,8        |
| 19        | Puerto Rico      | Diego Ortiz Alondra Quiles Leandra Díaz Jamarr Bruno                            | 1:17.11,9        |
| –         | Sydafrika        | Connor Buck Amica de Jager Ruan Breytenbach Catherine Rensburg                  | Diskvalificerade |
| –         | Grekland         | Dimitrios Markos Ilektra Lebl Afroditi Katsiara Athanasios Kynigakis            | Diskvalificerade |
| –         | Spanien          | María de Valdés Ángela Martínez Alberto Martínez Carlos Garach                  | Diskvalificerade |
| –         | Sydkorea         | Park Jae-hun Lee Chang-min Lee Hae-rim Lee Jong-min                             | Diskvalificerade |